# Psilocerea aspilates
Psilocerea aspilates là một loài bướm đêm trong họ Geometridae.